# Phyteuma tetramerum
Phyteuma tetramerum là loài thực vật có hoa trong họ Hoa chuông. Loài này được Schur miêu tả khoa học đầu tiên năm 1853.